# Belweder w Wiedniu
Belweder w Wiedniu (niem. Schloss Belvedere) – barokowy pałac księcia Eugeniusza Sabaudzkiego, zlokalizowany w Wiedniu, w Austrii.

## Historia
Zaprojektował go architekt Johann Lucas von Hildebrandt. Składa się z dwóch budynków rozdzielonych ogrodem w stylu francuskim ozdobionym szeregiem posągów sfinksów. „Górny Belweder” przeznaczony był na bankiety i uroczystości, „Dolny Belweder” pełnił funkcję letniej rezydencji. W 1752 roku pałac został wykupiony przez cesarzową Marię Teresę i od 1775 roku z polecenia Józefa II w Belwederze przechowywano obrazy należące do rodziny cesarskiej. W 1806 roku do Belwederu przeniesiono również kolekcję obrazów z pałacu Ambras. Jako ostatni członek rodziny Habsburgów urzędował tu arcyksiążę Franciszek Ferdynand.
Od zakończenia I wojny światowej, w budynkach znajdują się muzea. Budynek jednak mocno ucierpiał podczas II wojny światowej. Cały „Złoty Gabinet” spłonął i został później zrekonstruowany.
Ogród jest najstarszą częścią całego kompleksu. Został zaprojektowany wkrótce po nabyciu gruntu, ok. 1700 roku, przez Dominique’a Girarda – ucznia André Le Nôtre’a.

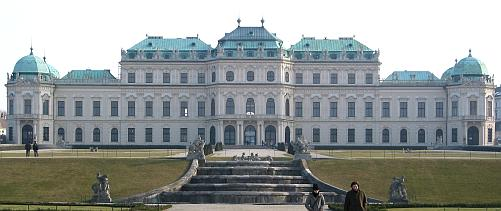
Górny Belweder
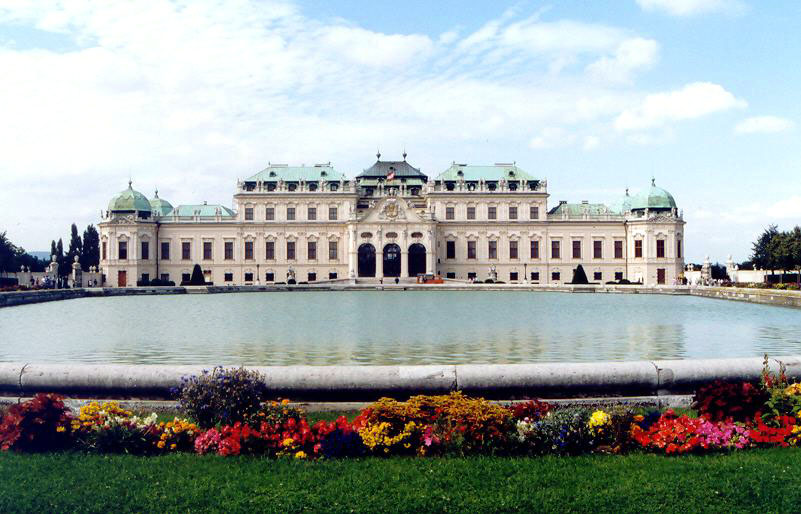
Górny Belweder
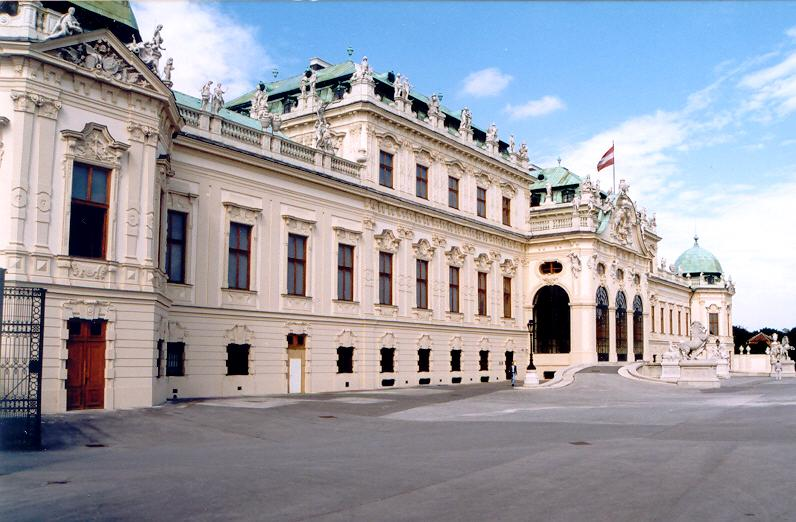
Górny Belweder
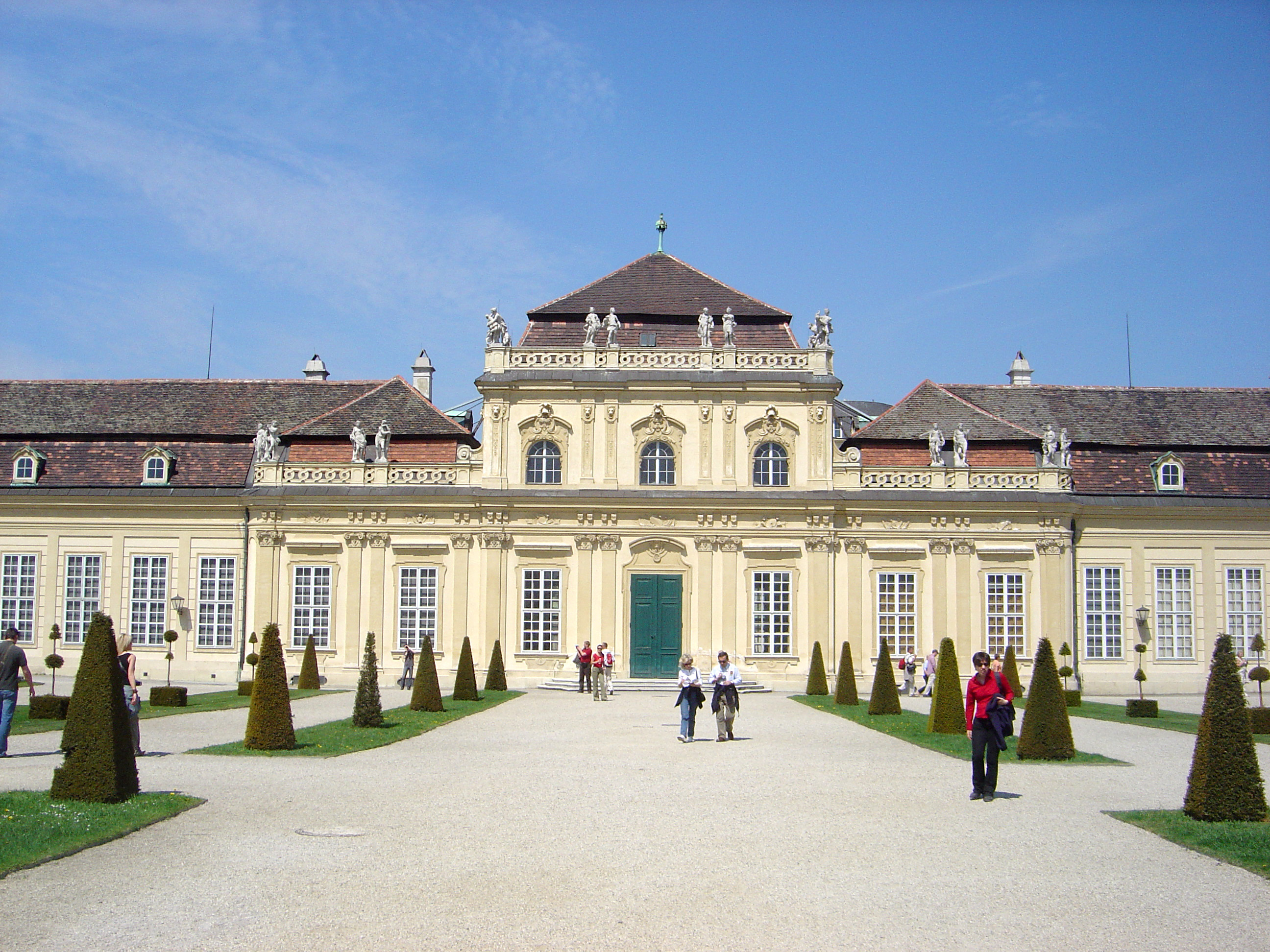
Dolny Belweder